# Județul Caraș-Severin
Caraș-Severin este un județ în regiunea Banat din România, ce are ca reședință orașul industrial Reșița. Situat în partea de sud-vest a României, județul Caraș-Severin are o suprafață de 8514 km2 (3,6% din suprafața țării, ocupă locul al treilea, ca mărime între județele țării) și cuprinde 2 municipii, 6 orașe, 69 de comune și un total de 287 de sate.
În plan european, județul face parte din Euroregiunea DKMT.

## Relief
Din punct de vedere geografic, în județul Caraș-Severin se află toate cele trei trepte clasice, predominând însă relieful muntos care ocupă 65% din teritoriu, fiind reprezentat de Munții Banatului, Munții Țarcu, Munții Godeanu și Munții Cernei. De aceea el poate fi considerat ca fiind un județ de munte. Relieful muntos crește în altitudine de la vest spre est, culminând în Munții Godeanului, cu înălțimile lor de 1600-2200 m, se ridică cu mult deasupra părții sudice a Munților Poiana Ruscă și a Munților Semenic, Almăjului, Locvei, Aninei și Dognecei, care au înălțimi cuprinse între 600 și 1400 m. Acești munți sunt separați de culoarele depresionare Bistra și Timiș-Cerna. Spre vest se întind Dealurile Oraviței, Doclinului și Sacoș-Zagujeni, precum și o porțiune restrânsă a Câmpiei Banatului. Cea mai mică altitudine a județului se găsește în zona localității Drencova, fiind de cca. 76 m iar maximul se înregistrează în Vârful Gugu din munții Godeanu la 2.291 m.

## Climă
Este de tip continental-moderat cu influențe mediteraneene pe timpul verii. Temperatura medie anuală variază în funcție de altitudine, înregistrându-se astfel 10-11 grade Celsius în zona deluroasă și de câmpie și 4-9 grade Celsius la munte. Precipitațiile cresc de la 700 mm/mp în zonele joase la 1400 mm/mp în Munții Țarcu și Godeanu.

## Populație

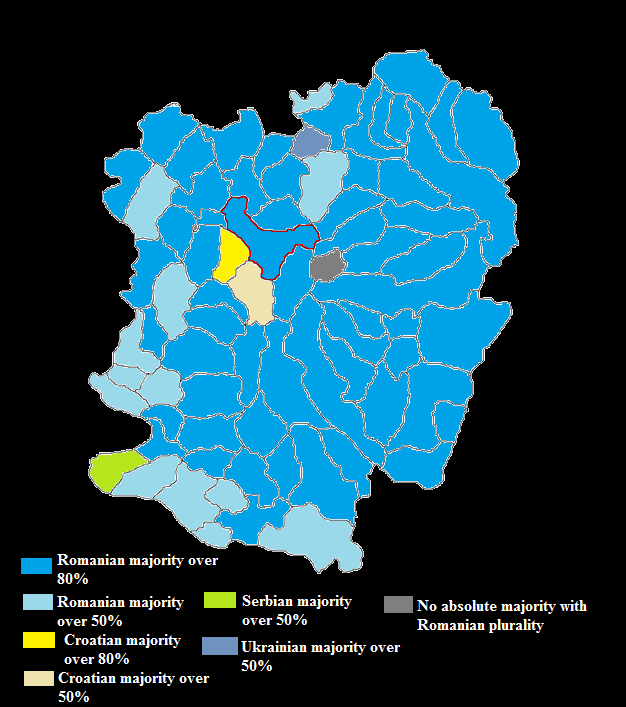
Harta etnică a Județului Caraș-Severin, bazată pe recencsâmăntul din 2011.

Caraș - evoluția demografică

|  | Graficele sunt indisponibile din cauza unor probleme tehnice. Mai multe informații se găsesc la Phabricator și la wiki-ul MediaWiki. |

Date: Recensăminte sau birourile de statistică - grafică realizată de Wikipedia

## Date istorice
- 102 d Hr. este ridicat castrul roman Tibiscum
- 1289 localitatea Caransebeș este atestată documentar sub numele de Opidum.
- 1450 Caransebeșul se impune drept centru politic al Banatului de Severin.
- 1718 în urma Păcii de la Passarowitz, Banatul intră sub ocupația Imperiului Habsburgic.
- 1719 la Bocșa ia ființă uzina de mașini agricole și totodată este pus în funcțiune primul furnal de pe teritoriul României de azi
- 1769 se deschid uzinele metalurgice la Reșița
- 1783 orașul Caransebeș devine reședință a Episcopiei Ortodoxe Române.
- 1817 la Oravița se inaugurează primul teatru zidit din sud-estul Europei.
- 1872 a fost construită prima locomotivă cu aburi la Reșița.

## Limite
Limitele județului Caraș-Severin sunt în cea mai mare parte conveționale. Se învecinează cu județele: Timiș în nord și nord-vest, Hunedoara și Gorj în est, Mehedinți în est și sud-est, iar Dunărea formează în partea de sud și sud-vest graniță cu Serbia.

## Turism
Județul este bogat în stațiuni turistice, parcuri naturale și monumente de arhitectură. O parte din obiectivele turistice se află pe traseul Via Transilvanica, Caraș-Severinul fiind al doilea județ de pe ruta turistică.

### Stațiuni
- Băile Herculane - Una dintre cele mai vechi stațiuni din lume, a fost atestată documentar în 153 î.e.n. Pe lângă puterea tămăduitoare a apelor termale și a climatului specific, stațiunea reprezintă și punct de plecare spre Peștera Hoților, Cheile Domogledului, Grota Haiducilor, Cascada Cernei, Grota cu aburi.
- Trei Ape - Stațiune turistică cu lac de acumulare situat la sud de satul Brebu Nou. De la baza acestui lac izvorăște râul Timiș. Adună apele pâraielor Brebu, Grădiște și Semenic, iar apa de deversare din lac împreună cu izvorul de la baza acestuia formează un pârâu ce a fost amintit mai devreme, respectiv Timiș.
- Semenic - 10 km de la Văliug, stațiune turistică cu pârtii de schi pentru începători.
- Crivaia - de la Văliug încă 5 km, la extremitatea sudică a acestuia, într-o frumoasă poiană străbătută de apa râului Bârzava.

### Parcuri naționale și naturale
- Parcul Național Cheile Nerei - Beușnița
- Parcul Național Semenic - Cheile Carașului
- Parcul Național Domogled - Valea Cernei
- Parcul Natural Porțile de Fier
- Situl Natura 2000 Munții Țarcu

### Arii protejate
- Izvorul Bigăr
- Bârzavița
- Peștera Comarnic
- Fâneața cu narcise Zervești
- Pădurea Ezerișel
- Valea Grețca
- Cheile Gârliștei
- Peștera Popovăț
- Cheile Rudăriei
- Cheile Șușarei

### Vestigii și monumente de arhitectură
- Ruinele Cetății feudale din Mehadia
- Teatrul vechi din Oravița
- Cetatea Cuiești, Bocșa
- Castrul roman Centum Putei, Surduc-Banat
- Statuia lui Hercule și Complexul balnear
- Ruinele Cetății Carașova
- Drumul poștalion roman care traversează dealuriile dinspre Oravița respectiv Dunăre.
- Ruinele Cetății Dragomireana situată în apropierea comunei Dalboșeț

## Stema județului

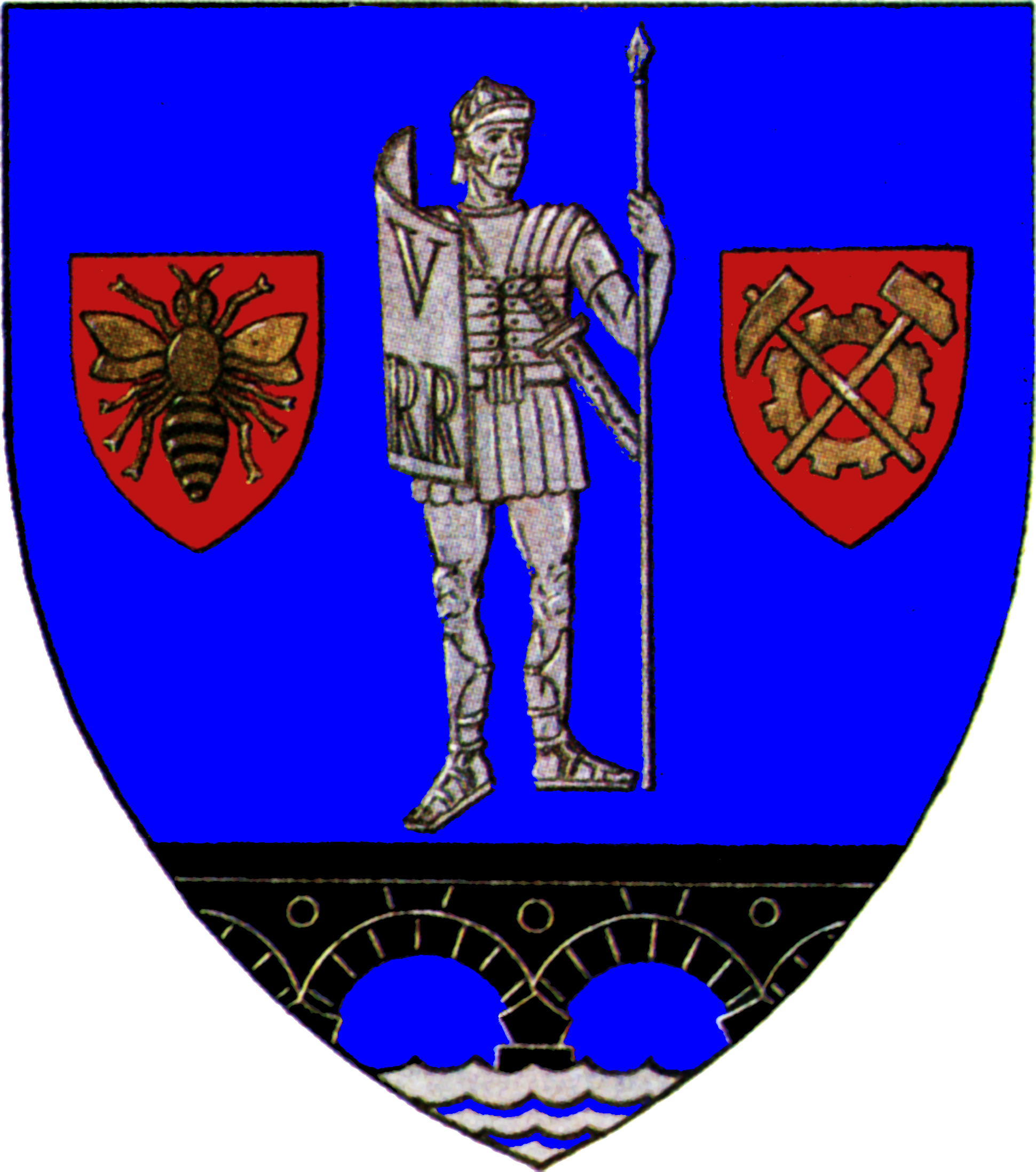
Stema județului Caraș-Severin

A fost adoptată prin Hotărârea Guvernului nr. 684 din 30 septembrie 1998 și publicată în Monitorul Oficial nr. 416 din 15 octombrie 1998.
Stema este compusă dintr-un scut albastru în care se află un legionar roman care poartă în mâna dreaptă scutul cu inițialele VRR (Virtus Romana Rediviva), iar cu mâna stângă sprijinind sulița, toate de argint. Personajul este flancat de câte un ecuson roșu de dimensiuni mai mici, încărcat, cel din dreapta, cu o albină de aur, cel din stânga, cu două ciocane încrucișate, suprapuse peste o roată dințată, ambele din același metal. La baza scutului este reprezentat un pod negru, cu două bolte plutind peste valuri naturale.
Legionarul roman și podul amintesc de intensul proces de romanizare care s-a desfășurat în antichitate în această zonă. Deviza Virtus Romana Rediviva amintește de vitejia ostașilor regimentului de graniță din Banat. Albina evocă tradiționala activitate a locuitorilor, apicultura. Cele două ciocane încrucișate sunt un străvechi simbol al mineritului.  Roata dințată evocă activitățile economice specifice zonei și evidențiază rolul important pe care l-au avut odinioară industria extractivă și metalurgică.

## Diviziuni administrative
Județul este format din 77 unități administrativ-teritoriale: 2 municipii, 6 orașe și 69 de comune.
Lista de mai jos conține unitățile administrativ-teritoriale din județul Caraș-Severin.
| Stemă              | Nume                  | Tip de localitate            | Populație          | Imagine            |
| Municipii și orașe | Municipii și orașe    | Municipii și orașe           | Municipii și orașe | Municipii și orașe |
| ------------------ | --------------------- | ---------------------------- | ------------------ | ------------------ |
|                    | Caransebeș            | municipiu                    | 24.689             |                    |
|                    | Reșița                | municipiu reședință de județ | 73.282             |                    |
|                    | Anina                 | oraș                         | 7.485              |                    |
|                    | Bocșa                 | oraș                         | 15.842             |                    |
|                    | Băile Herculane       | oraș                         | 5.008              |                    |
|                    | Moldova Nouă          | oraș                         | 12.350             |                    |
|                    | Oravița               | oraș                         | 11.382             |                    |
|                    | Oțelu Roșu            | oraș                         | 10.510             |                    |
| Comune             |                       |                              |                    |                    |
|                    | Armeniș               | comună                       | 2.454              |                    |
|                    | Berliște              | comună                       | 1.164              |                    |
|                    | Berzasca              | comună                       | 2.848              |                    |
|                    | Berzovia              | comună                       | 3.891              |                    |
|                    | Bolvașnița            | comună                       | 1.405              |                    |
|                    | Bozovici              | comună                       | 2.924              |                    |
|                    | Brebu                 | comună                       | 1.164              |                    |
|                    | Brebu Nou             | comună                       | 119                |                    |
|                    | Buchin                | comună                       | 2.039              |                    |
|                    | Bucoșnița             | comună                       | 2.978              |                    |
|                    | Bănia                 | comună                       | 1.752              |                    |
|                    | Băuțar                | comună                       | 2.604              |                    |
|                    | Carașova              | comună                       | 3.110              |                    |
|                    | Ciclova Română        | comună                       | 1.550              |                    |
|                    | Ciuchici              | comună                       | 1.338              |                    |
|                    | Ciudanovița           | comună                       | 657                |                    |
|                    | Constantin Daicoviciu | comună                       | 2.692              |                    |
|                    | Copăcele              | comună                       | 1.111              |                    |
|                    | Cornea                | comună                       | 1.890              |                    |
|                    | Cornereva             | comună                       | 3.190              |                    |
|                    | Coronini              | comună                       | 1.748              |                    |
|                    | Cărbunari             | comună                       | 1.008              |                    |
|                    | Dalboșeț              | comună                       | 1.650              |                    |
|                    | Doclin                | comună                       | 1.741              |                    |
|                    | Dognecea              | comună                       | 2.009              |                    |
|                    | Domașnea              | comună                       | 1.402              |                    |
|                    | Eftimie Murgu         | comună                       | 1.628              |                    |
|                    | Ezeriș                | comună                       | 1.255              |                    |
|                    | Forotic               | comună                       | 1.708              |                    |
|                    | Fârliug               | comună                       | 1.956              |                    |
|                    | Glimboca              | comună                       | 1.808              |                    |
|                    | Goruia                | comună                       | 790                |                    |
|                    | Grădinari             | comună                       | 1.956              |                    |
|                    | Gârnic                | comună                       | 1.268              |                    |
|                    | Iablanița             | comună                       | 2.281              |                    |
|                    | Luncavița             | comună                       | 2.613              |                    |
|                    | Lupac                 | comună                       | 2.677              |                    |
|                    | Lăpușnicel            | comună                       | 1.081              |                    |
|                    | Lăpușnicu Mare        | comună                       | 1.647              |                    |
|                    | Marga                 | comună                       | 1.151              |                    |
|                    | Mehadia               | comună                       | 4.128              |                    |
|                    | Mehadica              | comună                       | 870                |                    |
|                    | Măureni               | comună                       | 2.646              |                    |
|                    | Naidăș                | comună                       | 1.139              |                    |
|                    | Obreja                | comună                       | 3.252              |                    |
|                    | Ocna de Fier          | comună                       | 656                |                    |
|                    | Pojejena              | comună                       | 2.884              |                    |
|                    | Prigor                | comună                       | 2.577              |                    |
|                    | Păltiniș              | comună                       | 2.408              |                    |
|                    | Ramna                 | comună                       | 1.560              |                    |
|                    | Rusca Montană         | comună                       | 1.834              |                    |
|                    | Răcășdia              | comună                       | 1.976              |                    |
|                    | Sacu                  | comună                       | 1.485              |                    |
|                    | Sasca Montană         | comună                       | 1.593              |                    |
|                    | Sichevița             | comună                       | 2.230              |                    |
|                    | Slatina-Timiș         | comună                       | 3.074              |                    |
|                    | Socol                 | comună                       | 1.933              |                    |
|                    | Teregova              | comună                       | 3.981              |                    |
|                    | Ticvaniu Mare         | comună                       | 1.984              |                    |
|                    | Topleț                | comună                       | 2.625              |                    |
|                    | Turnu Ruieni          | comună                       | 3.342              |                    |
|                    | Târnova               | comună                       | 1.731              |                    |
|                    | Vermeș                | comună                       | 1.566              |                    |
|                    | Vrani                 | comună                       | 1.070              |                    |
|                    | Văliug                | comună                       | 741                |                    |
|                    | Vărădia               | comună                       | 1.371              |                    |
|                    | Zorlențu Mare         | comună                       | 1.015              |                    |
|                    | Zăvoi                 | comună                       | 3.946              |                    |
|                    | Șopotu Nou            | comună                       | 1.157              |                    |

## Politică și administrație
Județul Caraș-Severin este administrat de un consiliu județean format din 30 consilieri. În urma alegerilor locale din 2024, consiliul este prezidat de Silviu Hurduzeu de la PSD, iar componența politică a Consiliului este următoarea:
|  | Partid                          | Consilieri | Componența Consiliului | Componența Consiliului | Componența Consiliului | Componența Consiliului | Componența Consiliului | Componența Consiliului | Componența Consiliului | Componența Consiliului | Componența Consiliului | Componența Consiliului | Componența Consiliului | Componența Consiliului | Componența Consiliului | Componența Consiliului |
|  | ------------------------------- | ---------- | ---------------------- | ---------------------- | ---------------------- | ---------------------- | ---------------------- | ---------------------- | ---------------------- | ---------------------- | ---------------------- | ---------------------- | ---------------------- | ---------------------- | ---------------------- | ---------------------- |
|  | Partidul Social Democrat        | 14         |                        |                        |                        |                        |                        |                        |                        |                        |                        |                        |                        |                        |                        |                        |
|  | Partidul Național Liberal       | 12         |                        |                        |                        |                        |                        |                        |                        |                        |                        |                        |                        |                        |                        |                        |
|  | Alianța pentru Unirea Românilor | 4          |                        |                        |                        |                        |                        |                        |                        |                        |                        |                        |                        |                        |                        |                        |